# Razdelna
Razdelna (bulgariska: Разделна) är ett distrikt i Bulgarien.   Det ligger i kommunen Obsjtina Beloslav och regionen Oblast Varna, i den östra delen av landet, 400 km öster om huvudstaden Sofia.
Runt Razdelna är det i huvudsak tätbebyggt. Runt Razdelna är det ganska glesbefolkat, med 25 invånare per kvadratkilometer.